# 友崎亜希
友崎 亜希（ともざき あき、1970年4月18日 - ）は、日本のAV女優。熟女系のキカタン（企画単体）女優。
アニメ声の持ち主である。

## 略歴
北海道出身。2002年に30歳代　山崎あすみ名義でAVデビュー。
2003年に友崎亜紀へ改名。
2006年3月20日に2005年度日本アダルト放送大賞の熟女女優大賞を受賞。
2007年に引退。

## 出演作品

### アダルトビデオ
2002年
- GカップHカップ巨乳美女のベチョヌル!（12月20日、ワイルドサイド）共演:森野あおば

2003年
- 素人マダムズ [LEVEL A] 其の十一（1月17日、アリスJAPAN）他出演:友田真希、葉山杏子、木島優子、松本亜紀
- 人妻温泉 癒し系 2（2月18日、クリスタル映像）他出演:中田ゆうこ、友田真希、坂井なな
- おんなのこのおなにー 3（2月20日、ディープス）他出演:朝河蘭、うさみ恭香、星川みなみ、相沢静、安藤恵理香、萩原さやか、臼井利奈、楠真由美、矢田涼子、葉山杏子、矢口絵里香、若林るい、はらだはるな、大河内美奈
- THE・義母図鑑 25（3月22日、マルクス兄弟）他出演:中田真希、桃井なつみ
- 私脱いだらスゴイんです 淫華爛漫編（3月23日、ビッグモーカル）他出演:友田真紀、葉山杏子、麻生きょうこ、野中雪絵、新井あいか
- SHIROGANE 白金の人妻たち（3月26日、ビッグモーカル）他出演:友田真紀、楠真由美、宮下真紀、麻生きょうこ
- 美人妻白百合晩餐館III（4月20日、ビッグモーカル）共演:友田真紀、楠真由美、宮下真紀、麻生きょうこ、小泉百合子
- 艶熟 友崎亜希（4月28日、グローリークエスト）
- 魔性の真珠婦人（5月3日、SODクリエイト）共演:高樹あさか、風見京子、林由美香
- 友崎亜希33歳 完全版（5月20日ファーストビジョン）
- 巨乳でまたがってしてあげる（5月29日、TMA）他出演:沙里奈ユイ、山口玲子、上村志保、上村春奈、桜井アヤ、市井真咲、中根れい、朝倉なほ（早乙女みなき）、渡瀬澪、小山あゆみ
- 人妻解放区 淫狂！魔性の爆乳妻 ＃003 美穂（6月16日、GUTS）
- 巨乳熟女たちの饗宴（6月20日、アリスJAPAN）共演:楠真由美、友田真希
- 威圧系（6月25日、レイディックス）共演:山口玲子
- 巨乳マンション 〜欲情マダムはHカップの男喰い〜（7月4日、ワープエンタテインメント）
- 人妻DC [不倫交際デートクラブ]（7月5日、ドリームチケット）他出演:宏岡みらい、望月リサ
- 人妻の穴（7月15日、MOODYZ）共演:篠原美由紀、葉山杏子
- 三十路フェラチズム 熟女生尺づくし（7月28日、熟女日本海）他出演:友田真希、米田友花、池内みさき、月野真夜、如月未来、上原奈緒、北原翔子、桜井良子、水城玲奈、朝倉ひろみ
- ラプチャー Rapture Vol.6 友崎亜希（9月4日、Thosui） ※激薄・薄消し作品
- Wインパクト 友崎亜希&楠真由美（9月12日、ビッグモーカル）共演:楠真由美
- イカセ 4時間 熟女編 友崎亜希（9月19日、ケイ・エム・プロデュース）
- 美熟女だらけのママさんバレー（9月19日、ディープス）共演:友田真希、真由美、須崎由奈、北川弓香、高倉朱々、井口麻美、仁志由起恵、野河美奈江、関口亜紀子、桂木沙希、高根綾
- 美熟女だらけのママさんバレー公式プロフィール（9月19日、ディープス）他出演:友田真希、楠真由美、須崎由奈、北川弓香、高倉朱々、井口麻美、仁志由起恵、野河美奈江、関口亜紀子、桂木沙希、高根綾
- 淫靡レズビアン劇場 百合婦人（10月20日、KUKI）共演:三上翔子、矢吹さゆり
- 友崎亜希33歳 完全版2（10月25日ファーストビジョン）
- マダムレポート1 〜スケベな人妻でごめんなさい〜（12月1日、マルクス兄弟）他出演:吉澤萌香、飯島麗華
- 非日常的悶絶遊戯 ヨガ教室の奥様、亜希の場合（12月9日、AVS）
- 僕のやさしいママになってください。 友崎亜季34歳（12月10日、ドグマ）
- 男喰い熟女 〜ザーメン搾り〜（12月15日、マドンナ）共演:楠真由美、友田真希
- 熟女おもらし恥態6連発 1（12月15日、マドンナ）オムニバス作品
- 特選ミセス 麗しの団地妻 1（12月15日、マドンナ）オムニバス作品
- エクスタシー Vol.5 友崎亜希（12月31日、X&Sメディア） ※激薄・薄消し作品

2004年
- 痴熟女発情オナニー 1（1月15日、マドンナ）オムニバス作品
- 熟女ナマ撮り（1月15日、マドンナ）他出演:楠真由美、友田真希
- 秒殺パイズリBody（2月1日、マルクス兄弟）他出演:青山遥、山口玲子、桜庭小雪、葵智美、安永亜紀
- 巨乳ママにやさしく癒されたい（2月15日、マドンナ）オムニバス作品
- 挑発巨乳妻 街頭逆ナンパ 2（2月15日、マドンナ）オムニバス作品
- 熟乳（3月15日、マドンナ）オムニバス作品
- 巨乳人妻が癒してあげる!（3月19日、うまなみ。）他出演:藤森かおり、楠真由美、中野千夏、紫彩乃、大迫ゆみ、青山遥
- 下宿屋の巨乳お母さん おかみさん危機一髪（7月15日、隼エージェンシー）共演:小友里まこ
- 発情巨乳妻（7月16日、デジタルドリーム）他出演:楠真由美、菊池エリ、金子リサ
- 巨乳マニフェスト〜Hカップ熟女の正しい愉しみ方〜（9月10日、ドグマ）
- 熟女の館（10月1日、スタイルアート(MOODYZ））共演:友田真希、水沢なな、井上雅、早川由紀子、観月ゆり
- 義母 亜希（10月15日、溜池ゴロー(MOODYZ））
- 近親相姦 究極の欲望・禁じられた関係（11月1日、スタイルアート(MOODYZ））共演:姫咲しゅり、君嶋もえ、ゆうきりり
- 美熟女画報 亜希（11月15日、溜池ゴロー(MOODYZ））
- 親友の母 友崎亜希（11月19日、グラフィティジャパン）共演:風見京子
- 私は痴女 人妻編4（12月10日、クリスタル映像）オムニバス作品

2005年
- 綺麗な人妻たちを犯したい4（1月15日、隼エージェンシー）他出演:森本みう、神崎優、友田真希、真中瞳、結城杏奈、矢崎茜、君島美香子
- 乳義母 おっぱいがいっぱい（2月15日、NEXT GROUP）共演:田村のぶえ、五十嵐ゆう
- 巨乳熟女縄酔い崩壊（2月25日、シネマジック）他出演:楠真由美
- 熟女戯び the madams les 1（3月25日、ジャネス）共演:友田真希、井上雅
- 爆乳ぷかぷか温泉 ズブ濡れハッスル大乱交!（5月25日、マドンナ）共演:沢口みき、田村のぶえ
- うまなみ。プレゼンツ5 巨乳人妻4時間（5月27日、ケイ・エム・プロデュース）うまなみ。作品『巨乳人妻が癒してあげる!』のセルDVD化作品 他出演:萩原さやか、友田真希、君島美香子、長崎かのん、神崎優、松島やや 他
- 嗚呼 癒しの巨乳熟女（7月22日、笠倉出版社）他出演:楠真由美、小泉麻由、友田真希、葉山杏子、宮下真紀、野中雪子
- 非日常的クネクネ映像集 渡辺琢斗のライフワーク（9月7日 AVS）他出演:望月加奈、小池絵美子 他
- 友崎亜希 DELUXE（10月14日、ルビー）
- 流出素人熟女! 2 働くおばさん（10月21日、グラスワンソフトウェア）オムニバス作品
- 快楽館の淫劇（10月25日、マドンナ）共演:小林みゆき、里中亜矢子、美月ゆう子
- 熟女マニアがみる夢 ブルセラ熟女 8巻 亜希36歳（11月10日、AVS）
- ぬるぬる天国 〜WET&MESSYスペシャル〜 ほとんど巨乳（11月24日、レイディックス）共演:佐々木美羽、日高ゆりあ
- 巨乳未亡人（11月25日、マドンナ）
- 巨乳熟女王 突撃!逆ナンパ（12月23日、レイジングカンパニー）他出演:紫彩乃、風間恭子、望月朋子

2006年
- 悩殺的痴女遊戯 第九章 Hカップのおっとり爆乳女教師、亜希36才（1月10日、AVS）
- Fetish Lesbian 友崎亜希&友田真希（1月10日、ドリームクリエイト）共演:友田真希
- 爆乳女教師ペット（1月13日、溜池ゴロー(MOODYZ））
- 近親相姦 初姦 第弐巻（1月20日、映天）共演:野宮凛子
- 実録義母浪漫 第一章（2月25日、アカデミック）オムニバス作品
- 美熟女が拘束され加藤鷹にイカサレまくるビデオ!（3月13日、溜池ゴロー）
- 新・母子相姦遊戯 母と娘 #2（4月5日、ドリームステージ）共演:山本さき、南ももこ
- 熟れちち。（4月15日、ルビー）オムニバス作品
- 妖艶美熟女 淫乱万華鏡（4月25日、ドリームステージ）オムニバス作品
- 昭和歌謡メロドラAV 伊勢の女 爆乳熟女中出し祈願（4月25日、ルビー）他出演:石田みさき
- Hカップ爆乳家政婦は見た!5（5月25日、ルビー）共演:柊麗子
- 昔の男を忘れられずに伊勢志摩へ 友崎亜希の不倫旅行（5月26日、タイガーマイスターズ）
- 有名熟女と行くSEX付き夢の温泉旅行（6月2日、映天）
- 巨乳で挟む鰻と泥鰌と魚介類（6月10日、幻奇）
- 義母奴隷（6月13日、溜池ゴロー）
- 艶痴女（6月15日、未来・フューチャー）他出演:中山りお、寺澤しのぶ
- セレブの館（6月19日、スタイルアート）共演:松本亜璃沙、あずま樹、片岡梨香子、千野麗香
- 爆乳熟女バトル 亜希と真由美（6月24日、ルビー）共演:楠真由美
- 艶女レズ3 愛し合う淫らで美しい女達…（7月15日、ジャネス）共演:寺澤しのぶ
- 熟パイ 友崎亜希（7月25日、しのだプロジェクト）
- 巨乳義母がまたがってしてあげる（7月28日、TMA）他出演:紫彩乃、城エレン、須藤あゆみ
- 爆乳ふたなり3PレズSEX（8月20日、アロマ企画）共演:RIRICO、月嶋ななか
- どすけべ地方熟女たち9 〜札幌・小樽・富良野篇〜（9月23日、ルビー）オムニバス作品
- 爆乳熟女羞恥奴隷 友崎亜希（9月25日、未来・フューチャー）
- 義母相姦 覗かれた義母（9月25日、マドンナ）
- 熟女犬（9月13日、溜池ゴロー）
- マドンナファンの集い 美熟女と行く混浴温泉バスツアー（10月25日、マドンナ）共演:友田真希、紫彩乃、西本かつの、小橋早苗、大友唯愛、京橋さくら、北泉奈々、小野里るり子、ささきふう香、増田ゆり子、城エレン、長村琴子、高島百合子
- Shall we sex ?（10月25日、ネクストイレブン）共演:赤坂ルナ、美波志保、白鳥るり、野宮凛子、小林みゆき、相澤さゆり、柚原まこと、南原香織、星沢マリ
- まさか叔母ちゃんに筆下ろしされるとは… 9（11月10日、東京音光）
- 巨乳レズ温泉痴女旅行（11月19日、スタイルアート）共演:友田真希
- 背徳愉悦 近親相姦（11月19日、桃太郎映像出版）他出演:新田亜希
- W爆乳痴女 どすけべ熟女の館（11月25日、マドンナ）共演:山口玲子
- 母さん… 友崎亜希（12月5日、小林興業）
- 熟女羞恥旅行 NO.1（12月15日、ジャネス）
- 親友の妻 親友の妻と淫らな関係（12月15日、ドリームステージ）
- もう一つの熟バス 未公開セックス・フェラ映像全てお見せします!（12月25日、マドンナ）共演:友田真希、紫彩乃、西本かつの、小橋早苗、大友唯愛、京橋さくら、北泉奈々、小野里るり子、ささきふう香、増田ゆり子、城エレン、長村琴子、高島百合

2007年
- 熟した競泳水着 2（2月5日、ジャネス）
- 熟露出ダンス!!（2月5日、未来・フューチャー）共演:友田真希、南原香織、川島朋子
- 巨乳OL健康診断2（2月19日、クロス）共演:友田真希、朝木めい、観乃ひろみ、柳田やよい
- 義母のM汁 （2007年2月23日、シネマジック）
- セレブ美熟女 最高の筆おろし!2（2月25日、マドンナ）共演:友田真希
- おげれつな! 尻フェチ!（2月25日、未来・フューチャー）他出演:友田真希、南原香織、川島朋子、福永あや、若槻めい
- 十人の責め師 蛇鬼（3月7日、アタッカーズ）
- 息子に捧げる 義母オナニー12人（3月24日、アカデミック）オムニバス作品
- 発射後も責め続ける女 1（4月5日、ジャネス）共演:友田真希、春咲さくら、五十嵐圭、萩原亜紀
- 絞め襲う昴奮と決裂の雌花（4月10日、天奇）
- 爆乳同性愛!ボインママ（4月19日 クロス）共演:城エレン、叶あや
- 驚愕!人気AV女優たちの泥酔セックス（8月20日 アレックス）共演:小林みゆき、南原香織、野宮凛子 他出演:長谷川ちひろ、美咲ゆりあ、瞳れん、松本亜璃沙
- 痴戯人妻 おんな汁4時間したたり堕ちて…。(12月25日、アリウス）他出演:多々野昌稀、雛形しずく、小池絵美子

他多数出演

### イメージビデオ
- 非日常的クネクネ映像集 Phantom夢sexy image collecti　（2007年7月4日、AVS）他出演:宮下真紀、上村春奈、叶麗子、水口あみ、小池絵美子、松沢真理、あらきれいこ、桜木萌